# Josip Vončina
Josip Vončina, hrvaški filolog, univerzitetni profesor in akademik, * 18. september 1932, Ravna Gora, Gorski kotar, † 18. oktober 2010, Zagreb.
Vončina je bil anglist, profesor na Filozofski fakulteti v Zagrebu in član Hrvaške akademije znanosti in umetnosti.